# Gusztáv Kálniczky
Gusztáv Kálniczky (1896-1964) fue un deportista húngaro que compitió en esgrima, especialista en la modalidad de florete. Ganó dos medallas en el Campeonato Mundial de Esgrima en los años 1929 y 1931.

## Palmarés internacional
| Campeonato Mundial | Campeonato Mundial | Campeonato Mundial | Campeonato Mundial  |
| Año                | Lugar              | Medalla            | Prueba              |
| ------------------ | ------------------ | ------------------ | ------------------- |
| 1929               | Nápoles (Italia)   | Medalla de bronce  | Florete por equipos |
| 1931               | Viena (Austria)    | Medalla de plata   | Florete por equipos |